# The Wraith
The Wraith (conocida en español por los títulos El Aparecido y El Ejecutor) es una película norteamericana de 1986 dirigida y escrita por Mike Marvin. Fue protagonizada por Charlie Sheen.

## Argumento
En la ciudad de Brooks, Arizona, Packard Walsh, el líder de una banda de ladrones de autos, obliga a personas con autos rápidos a competir apostando sus vehículos para apropiarse de ellos. Packard controla a todos mediante la intimidación, incluida Keri Johnson, a quien considera de su propiedad. El novio de Keri, Jamie Hankins, fue víctima de un asesinato sin resolver y Keri, que estaba con él, sufrió un trauma que le impide recordar el incidente.
Un muchacho llamado Jake Kesey llega a Brooks montando una moto y rápidamente se hace amigo de Keri y de Billy Hankins, el hermano de Jamie. Mientras nada en un río, se muestra que Jake tiene cicatrices de cuchillo en el cuello y la espalda. Rápidamente Jake y Keri inician un romance a pesar del peligro que implica provocar a Packard.
El control de Packard sobre las carreras ilegales llega a su fin cuando aparece un superdeportivo Dodge M4S Turbo Interceptor negro tripulado por un corredor ataviado con una armadura y un casco negros. El silencioso conductor desafía uno a uno a los integrantes de la pandilla de Packard a carrera, que terminan en la muerte de los pandilleros bajo un mismo patron: el Dodge los supera con facilidad y posteriormente se frena y se atraviesa en la carretera propiciando una colisión tan potente que ambos autos explotan y se destrozan; tras esto, el Dodge se reconstruye y se marcha. 
Cuando las autoridades investigan los accidentes, descubren que los cuerpos de los pandilleros están ilesos a excepción de las cuencas de los ojos quemadas. Esa noche el corredor misterioso se presenta en el almacén que la pandilla usa como taller y guarida y destroza el lugar con una escopeta, tras esto, acuerdan una nueva carrera. Packard intenta acabar con el corredor misterioso desafiándolo a correr contra uno de sus hombres llevando una bomba en el maletero del Dodge, esto con la intención de hacerlo explotar indiferente al resultado de la carrera, para su desgracia, el efecto de la bomba le es indiferente y, tras acabar con su oponente, nuevamente se reconstruye y abandona el lugar.
Dos pandilleros más, Skank y Gutterboy, mueren cuando el Turbo Interceptor atraviesa el almacén de la pandilla y provoca una explosión que Rughead, el experto en tecnología de la pandilla, presencia desde la distancia. Rughead, que no estuvo involucrado en la muerte de Jamie, deduce el porqué ciertos miembros de la pandilla son atacados y cuando el comisario llega al lugar de la destrucción, Rughead confiesa que Packard y los otros habían asesinado a Jamie Hankins ya que su líder estaba obsesionado con Keri.
Ahora que su pandilla casi ha desaparecido, Packard decide huir de la ciudad, secuestra a Keri y golpea a Billy cuando intenta intervenir. Cuando Packard intenta conducir hasta California, Keri se resiste y acaban forcejeando hasta que llega el Turbo Interceptor y desafía a Packard a una carrera. Packard acepta muriendo en una colisión frontal explosiva tal como el resto de su pandilla. Viendo finalmente al pueblo libre de Packard y los demás criminales, el comisario cancela la búsqueda del misterioso conductor, argumentando que sería inútil.
Cuando Keri llega a casa esa noche, el Turbo Interceptor se detiene y Jake emerge, comprendiendo que es Jamie y regresó bajo una nueva apariencia para estar juntos. Jake luego regala el Dodge a Billy, y cuando este le pregunta quién es, Jake le dice que ya lo sabe y, mientras se aleja en su moto de cross, Billy comprende que es su hermano. Jake recoge a Keri en su motocicleta, a quien Loomis observa desde la distancia, y juntos conducen por la carretera del desierto bajo la luz de la luna.

## Reparto
| Actor               | Personaje               |
| ------------------- | ----------------------- |
| Charlie Sheen       | Jake Kesey / The Wraith |
| Nick Cassavetes     | Packard Walsh           |
| Sherilyn Fenn       | Keri Johnson            |
| Randy Quaid         | Sheriff Loomis          |
| Matthew Barry       | Billy Hankins           |
| David Sherrill      | Skank                   |
| Jamie Bozian        | Gutterboy               |
| Clint Howard        | Rughead                 |
| Griffin O'Neal      | Oggie                   |
| Chris Nash          | Minty                   |
| Christopher Bradley | Jamie Hankins           |

## Producción
La película fue filmada en Tucson. Fue filmada en 27 días y durante el rodaje Bruce Ingram, operador de cámara que actuaba en la película, murió.
El Dodge M4S Turbo Interceptor utilizado en la película era originalmente un coche de seguridad construido por Chrysler Corporation y PPG Industries. Se fabricaron seis copias para su uso en la película: dos coches de acrobacias hechos con moldes del coche original y cuatro no manejables que fueron destruidos durante el rodaje. Durante la producción, se utilizó el verdadero Dodge Turbo Interceptor en primeros planos. Ese original estaba ubicado en el Museo Walter P. Chrysler en Auburn Hills, MI hasta 2016, cuando el museo cerró permanentemente.

## Vehículos
Automóviles que aparecen en la película.
- Dodge M4S Turbo Interceptor, 1981 (Vehículo de El Aparecido)
- Chevrolet Corvette C3, 1977 (Vehículo de Packard Walsh)
- Pontiac Firebird Trans Am, 1977 (Vehículo amigo Packard)
- Dodge Daytona (1981)
- Plymouth Barracuda (1966)